# کریستینا نات
کریستینا نات (انگلیسی: Kristina Knott؛ زادهٔ ۲۵ سپتامبر ۱۹۹۵) ورزشکار دو و میدانی آمریکایی‌-فیلیپینی است.
وی در مسابقات کشوری و بین‌المللی در مجموع برندهٔ ۲ مدال طلا و ۲ مدال نقره شده‌است.